# Altomonte
Pour les articles homonymes, voir Altomonte.
Altomonte est une commune de la province de Cosenza, dans la région de Calabre, en Italie.

## Histoire
La ville s'appela d'abord Braal, puis Bragalla, Bragallum, Antifluvius jusqu'en 1343 et enfin Altomonte, par ordre de la reine Jeanne II de Naples. Altomonte fut d'abord un fief de la puissante famille des Sangineto, puis des Sanseverino

## Économie
La commune fait partie de l'association "les plus beaux villages d'Italie".

## Culture
- L'église de Santa Maria della Consolazione bâtie en 1336 sur les fondements d'une chapelle normande du XIe siècle, par Sangineto, comte d'Altomonte. La façade flanquée de deux pilastres contreforts porte une rosace énorme au-dessus du portail. Cette construction a subi des remaniements successifs surtout aux XVIe et XVIIe siècles. Le cloître et le couvent furent bâtis au XVIe siècle. Pendant une certaine période Tommaso Campanella y habita.

## Administration
| Période                                  | Période | Identité | Étiquette | Qualité |
| ---------------------------------------- | ------- | -------- | --------- | ------- |
|                                          |         |          |           |         |
| Les données manquantes sont à compléter. |         |          |           |         |

maire de la ville : torreto Mehdi  adjoint à la culture : torreto nail

## Personnalités nées à Altomonte
- Vincenzo Di Benedetto, universitaire.
- Giacomo Coppola, ministre et sénateur.

### Hameaux
- Casello

### Communes limitrophes
Acquaformosa, Castrovillari, Firmo, Lungro, Roggiano Gravina, San Donato di Ninea, San Lorenzo del Vallo, San Sosti, Saracena